# طوفان و سیل ۱۳۹۵ شمال ایران
طوفان و سیل ۱۳۹۵ شمال ایران در روز ۱۲ شهریور مناطق شمالی ایران را درنوردید. وزش شدید باد، بارندگی شدید باعث جاری شدن سیل در استان‌های گیلان، مازندران، گلستان و خساراتی در این استان‌ها شد.

## خسارات طوفان
تندباد شدید بامداد جمعه به سقف ۶هزار و ۱۰۰ واحد مسکونی کل استان خسارات عمده‌ای وارد کرد. طوفان سبب قطع برق ۷۰ درصد از مشترکان در شهرستان‌های آمل و قائمشهر و ۱۰ درصد مشترکان شهرستان بابل شد. خسارت طوفان ۱۷۰ میلیارد تومان برآورد شد.

### واکنش‌ها
معاون عمرانی و برنامه‌ریزی فرماندار بابل از توزیع ۲۱۲ هزار متر مربع ایرانیت تاکنون بین طوفان زدگان شهرستان بابل خبر داد.

## خسارت سیل
خسارت سیل در شهرهای شرقی استان مازندران ۹۸ میلیارد ۵۰۰ میلیون تومان، شهر رامسر ۵ میلیارد تومان، در کردکوی استان گلستان ۳۱ میلیارد تومان و در لنگرود استان گیلان ۲ میلیارد تومان برآورد شد.